# 데스애더
데스애더(death adder)는 살무사과 데스애더속의 오스트레일리아 고유종 독사이다. 오스트레일리아와 지구 전체적으로 가장 독성이 센 독사 가운데 하나이다. 학명은 아칸토피스 안타르크티쿠스(Acanthophis antarcticus).